# ルーツを歩こう
『ルーツを歩こう PRESENTED BY KIRISHIMA ROOTS PROJECT」（ルーツをあるこう）とは、2009年10月2日から2020年6月26日まで九州・沖縄のANN系列7局と宮崎県都城市のBTVで放送されていたKBC九州朝日放送制作の紀行番組である。霧島酒造の一社提供。ハイビジョン製作。

## 概要
カメラが架空の旅人となり、日本へサツマイモがもたらされたルートを追って、世界中の国･地域を旅する。

## 内容
| 放送期間                       | 旅                         | ナレーション               |
| ------------------------------ | -------------------------- | -------------------------- |
| 2009年10月2日 - 2010年1月1日   | ニュージーランド           | 宮迫博之（雨上がり決死隊） |
| 2010年1月8日 - 2010年4月2日    | 中国                       | 眞鍋かをり                 |
| 2010年4月9日 - 2010年7月2日    | マダガスカル               | 安めぐみ                   |
| 2010年7月9日 - 2010年10月1日   | スリランカ                 | 安めぐみ                   |
| 2010年10月8日 - 2010年12月27日 | スペイン･カナリア諸島      | 三浦貴大                   |
| 2011年1月7日 - 2011年4月15日   | フィリピン                 | 安めぐみ                   |
| 2011年4月22日 - 2011年7月22日  | オーストラリア             | 三浦貴大                   |
| 2011年7月29日 - 2011年10月28日 | インドネシア               | 安めぐみ                   |
| 2011年11月4日 - 2012年2月24日  | ブラジル                   | 三浦貴大                   |
| 2012年3月2日 - 2012年6月1日    | フィジー                   | 安めぐみ                   |
| 2012年6月8日 - 2012年9月21日   | モロッコ                   | 三浦貴大                   |
| 2012年9月28日 - 2013年1月11日  | タイ                       | 安めぐみ                   |
| 2013年1月18日 - 2013年5月3日   | 南アメリカ                 | 三浦貴大                   |
| 2013年5月10日 - 2013年8月9日   | ベトナム                   | 安めぐみ                   |
| 2013年8月16日 - 2013年11月22日 | チリ                       | 三浦貴大                   |
| 2013年11月29日 - 2014年3月21日 | メキシコ                   | 安めぐみ                   |
| 2014年3月28日 - 2014年6月27日  | ミャンマー                 | 三浦貴大                   |
| 2014年7月4日 - 2014年9月19日   | 南アフリカ                 | 安めぐみ                   |
| 2014年9月26日 - 2014年12月15日 | 中国･南海島                | 三浦貴大                   |
| 2014年12月22日 - 2015年4月10日 | ハワイ・マウイ島           | 安めぐみ                   |
| 2015年4月17日 - 2015年6月26日  | エクアドル・ガラパゴス諸島 | 佐藤隆太                   |
| 2015年7月3日 - 2015年9月25日   | パプアニューギニア         | 佐藤隆太                   |
| 2015年10月2日 - 2015年12月27日 | ドミニカ共和国             | 安めぐみ                   |
| 2016年1月8日 - 2016年4月22日   | ポルトガル                 | 安めぐみ                   |
| 2016年4月29日 - 2016年7月13日  | エクアドル                 | 佐藤隆太                   |
| 2016年7月22日 - 2016年10月21日 | マレーシア                 | 安めぐみ                   |
| 2016年10月28日 - 2020年6月26日 | グアム                     | 佐藤隆太                   |

## スタッフ
- テーマ曲作曲：瀬木貴将

## 放送時間
制作局のKBC九州朝日放送、大分朝日放送、琉球朝日放送以外では定期的に放送時間が移動していた。
- 九州朝日放送(KBC)：金曜日23:10 - 23:12:30(EPG上は23:12まで)[1]
- 長崎文化放送(NCC)：日曜日23:05 - 23:10
- 熊本朝日放送(KAB)：土曜日23:02 - 23:05
- 大分朝日放送(OAB)：金曜日23:10 - 23:15
- テレビ宮崎(UMK)：日曜日21:54 - 22:00
- 鹿児島放送(KKB)：日曜日23:05 - 23:10
- 琉球朝日放送(QAB)：金曜日23:10 - 23:15
- BTV:木曜日、金曜日22:45 - 22:50[2]